# The Butch Cassidy Sound System
Michael Hunter, bedre kendt som The Butch Cassidy Sound System er en producer og DJ fra Storbritannien.

## Diskografi
- Butches brew (2004)